# Etický kodex úředníka
Etický kodex úředníků a zaměstnanců veřejné správy je dokument, který schválila vláda České republiky v roce 2012.

## Účel kodexu
Úředníci a zaměstnanci ve veřejné správě vykonávají činnost, která je životně důležitá pro společenské organismy uspořádané ve stát. Státní správa je výkonnou složkou ve sféře veřejných služeb. Za veřejnou službu se považuje služba státu a jeho orgánů, dále například službu obcí nebo krajů. Pro veřejný sektor neplatí stejná pravidla jako pro sektor soukromý. Obvykle se na zaměstnance ve veřejné správě kladou vyšší etické požadavky, jelikož jsou placení z daní a je zde idea, že má veřejná správa sloužit lidu. Jedním z nástrojů, který může pomoci formulovat etické principy, je sestavení etického kodexu, kterým by se měli úředníci a zaměstnanci státní správy řídit. To by mělo vést k lepšímu, kvalitnějšímu a transparentnějšímu fungování veřejné správy. Kodex může rozšiřovat působnost zákonů o etickou rovinu, na rozdíl od nich mu však chybí závazná vymahatelnost v případě jeho porušení. Z tohoto důvodu se etický kodex může stát zcela nekompetentním nástrojem k dosažení účelu, ke kterému byl navržen, proto je velmi důležité, aby byl celý kodex pečlivě propracovaný.

## Etické kodexy zaměstnanců ve veřejné správě v ČR
Vláda ČR schválila nový Etický kodex úředníků a zaměstnanců veřejné správy 9. května 2012 (jejím předsedou byl tehdy Petr Nečas). Nový kodex obsahuje 14 článků a nahradil tak původní kodex etiky zaměstnanců ve veřejné správě, který byl schválen usnesením č. 270, tehdy Zemanovy vlády, z roku 2001. Původní kodex nebyl závazný pro všechny úřady a orgány státní správy, a každý jednotlivý orgán si mohl vytvořit svůj vlastní etický kodex, který by lépe odpovídal specifickým požadavkům a nárokům na zaměstnance. Podobná praxe se očekává i v souvislosti s novým kodexem. Každopádně by jednotlivé kodexy měly plynout z toho, který schválila vláda. 

## Kritika nového kodexu
„Cílem kodexu je vymezit jasná pravidla, aby bylo všem zaměstnancům jasné, v jakých případech by se mohli dostat do střetu soukromého zájmu se zájmem občanů a jak se v takové situaci zachovat“, se píše ve vládní protikorupční strategii.  Podle Transparency International z uvedeného vyplývá, že etický kodex nemá jen vymezovat žádoucí jednání, ale také určit způsoby řešení, pokud se úředník do takového střetu dostane, a to nejen u sebe, ale také u svých kolegů a nadřízených. Dodává, že toto kodex nejen řeší nedostatečně, ale zároveň postup whistleblowera ztěžuje či přímo znemožňuje, jako v případě, kdy ho odkazuje rovnou na svého nadřízeného. Z podobných pozic kodex kritizoval také nejznámější český whistleblower Libor Michálek.